# Флиста Юрій Зіновійович
Ю́рій Зіно́війович Флиста (14 квітня 1986, с. Курівці Зборівського району Тернопільської області — 15 жовтня 2014, с. Сміле Слов'яносербського району Луганської області) — солдат 24-ї окремої механізованої бригади Збройних сил України, загинув в ході російсько-української війни.

## Життєпис
Народився 1986 року в селі Курівці (Зборівський район, Тернопільська область). Працював на колії, одруженим не був.
Пішов служити в АТО добровольцем влітку 2014 року.
Загинув 15 жовтня 2014 у бойовому зіткненні з противником на блокпосту № 32 поблизу села Сміле Слов'яносербського району Луганської області на Лисичанській трасі.
Зустрічали тіло Героя в Курівцях у суботу ввечері 31 січня 2015 року. Перепоховали Юрія Флисту 1 лютого того самого року в рідному селі.
Залишились батьки та брат.

## Відзнаки і вшанування
- За особисту мужність і героїзм, виявлені у захисті державного суверенітету та територіальної цілісності України, вірність військовій присязі посмертно нагороджений орденом «За мужність» ІІІ ступеня[2]
- Його портрет розміщений на меморіалі «Стіна пам'яті полеглих за Україну» у Києві: секція 4, ряд 4, місце 34
- 16 серпня 2015 року у Курівцях відкритой освячено меморіальну дошку його честі[3]
- Вшановується 15 жовтня на щоденному церемоніалі вшанування українських захисників, які загинули цього дня в різні роки внаслідок російської збройної агресії[4]